# Солонка (Львовская область)
Соло́нка — село во Львовском районе Львовской области Украины. Расположено вблизи южной окраины Львова, часть Львовской агломерации. Административный центр Солонковской сельской общины.

## История
Первое упоминание о селе Солонка датируется XV веком. В XVI веке на территории села происходили антифеодальные восстания.
В советское время в селе проживало 774 человек. Кроме того, в селе имелась работал совхоз «Победа» с общей земельной площадью 6 тысяч гектар. Работали две ремонтные мастерские, тепличный комбинат и пилорама. В Солонке действовала восьмилетняя школа, библиотека и сельский клуб. Тогда же Солонка являлась центром сельского совета, куда также входили сёла Малечковичи, Малая Солонка и Нагоряны.

## Население
В 2001 году в рамках переписи населения 99 % жителей родным языком назвали украинский.

## Социально-культурная сфера
В селе установлен памятник бойцу УПА Ивану Ханаю.
В селе действует средняя школа, названная в честь Героя Украины Николая Панькова. Директор — Владимир Кит. В 2018 году Солонковский сельский совет подписала договор с подрядчиком на строительство детского сада вместимостью 230 мест, стоимостью порядка 70 миллионов гривен.
В 2015 году в селе был открыт новый спортивный комплекс с искусственным травяным покрытием, теннисными кортами и синтетическими беговыми дорожками. В 2016 году спортсмены села Солонка победили в соревнованиях «Лучшее спортивное село Львовщины-2016».
В 1939 году в селе была построенная кирпичная церковь. По состоянию на 2020 год богослужения поочерёдно проводили прихожане ПЦУ и УГКЦ.

## Персоналии
Полный список людей родившихся в Солонке, о которых есть статьи в Википедии, смотрите здесь.